# УЛИПО
УЛИПО (фр. OULIPO, сокращение от Ouvroir de littérature potentielle — Цех потенциальной литературы) — объединение писателей и математиков, поставившее своей целью научное исследование потенциальных возможностей языка путём изучения известных и создания новых искусственных литературных ограничений, под которыми понимаются любые формальные требования к художественному тексту (например, определённый стихотворный размер или отказ от использования некоторых букв). Основано в Париже в 1960 году математиком Франсуа Ле Лионне и писателем Раймоном Кено. Среди наиболее известных участников объединения — литераторы Жорж Перек, Итало Кальвино, Жак Рубо, Эрве Ле Теллье, художник Марсель Дюшан.

## Наиболее известные члены группы
- Эрве Ле Теллье (президент группы)
- Итало Кальвино
- Марсель Дюшан
- Франсуа Ле Лионне
- Жан Лескюр
- Оскар Пастиор
- Жорж Перек
- Раймон Кено
- Жак Рубо

## Примеры литературных приёмов
- Сдвиг {\displaystyle S+7}. Осуществляется с помощью произвольного орфографического или толкового словаря. Каждое существительное исходного текста (в качестве оного может использоваться любое литературное произведение) заменяется другим существительным. Последнее должно являться седьмым существительным в выбранном словаре, считая от заменяемого слова. Возможны модификации приёма (использование других частей речи, сдвиги {\displaystyle S+2}, {\displaystyle S-3} и т. п.).
- Определительная литература. В исходном тексте каждое существительное заменяется на своё определение в заранее выбранном толковом словаре. К полученному тексту данная процедура может быть применена повторно и т. д.

## Примечательные работы
- Книга Раймона Кено «Сто тысяч миллиардов стихотворений» (Cent Mille Milliards de Poèmes, 1961). Представляет собой сборник из десяти сонетов. Каждый сонет напечатан на отдельном листе, разрезанном на 14 полос так, что на отдельную полосу попадает одна строка стихотворения. По-разному комбинируя строки, читатель может получить указанное на обложке число сонетов ({\displaystyle 10^{14}}), не лишённых смысла и написанных по всем правилам стихосложения.
- Детективный роман Жоржа Перека «Исчезание» (La Disparition, 1969). В этом 300-страничном произведении Перек ни разу не использовал букву e — самую частую во французском языке. (В русском переводе романа, вышедшем в 2005 году, отсутствует буква о, одна из наиболее часто употребляемых русских букв).